# Reporicelo
Reporicelo es un lugar español actualmente despoblado, que forma parte del municipio de El Barco de Valdeorras, en la provincia de Orense, Galicia.

## Historia
Antes de ser administrada directamente por el municipio, el lugar de Reporicelo formaba parte de la parroquia de Forcadela y Nogaledo que la administraba desde mediados de la década de los noventa del siglo pasado al ser suprimida la parroquia de Santa María de Rubiana..